# Marcin Markowicz
Marcin Markowicz (ur. 19 marca 1979 w Olsztynie) – polski skrzypek i kompozytor.
Od 2019 roku koncertmistrz Orkiestry Polskiego Radia w Warszawie. W latach 2006–2019 koncertmistrz NFM Filharmonii Wrocławskiej. Założyciel i drugi skrzypek Lutosławski Quartet. Od 2005 roku dyrektor artystyczny Festiwalu Ensemble w Radziejowicach oraz Festiwal Księżnej Daisy w Wałbrzychu. Festiwalu Księżnej Daisy w Wałbrzychu. Był również pomysłodawcą oraz w latach 2015–2019 dyrektorem artystycznym Akademii Orkiestrowej NFM.

## Edukacja
Wychował się w Krakowie, gdzie rozpoczął naukę gry na skrzypcach w Państwowej Podstawowej Szkole Muzycznej im. I.J. Paderewskiego. Edukację kontynuował w Państwowym Liceum Muzycznym im. F. Chopina. Studia rozpoczął w 1998 w Musikhochschule Lübeck w klasie prof. Christiane Edinger. W latach 2000–2005 studiował w warszawskiej Akademii Muzycznej im. F. Chopina w klasie prof. Krzysztofa Jakowicza oraz prof. Romana Lasockiego. Równolegle studiował u prof. Romana Totenberga w Longy School of Music w Bostonie. Uczestniczył w wielu kursach mistrzowskich, pracując pod kierunkiem między innymi: Idy Haendel, Sherbana Lupu, Grigorija Żyslina oraz członków Juilliard Quartet, Cleveland Quartet oraz Kwartetu Śląskiego i Szymanowski Quartet.

## Działalność artystyczna

### Skrzypek
Jako solista współpracował z takimi orkiestrami jak Narodowa Orkiestra Symfoniczna Polskiego Radia w Katowicach w Katowicach, Orkiestra Polskiego Radia w Warszawie w Warszawie, NFM Filharmonia Wrocławska, Filharmonia Bałtycka, Polska Orkiestra Sinfonia Iuventus, Orkiestra Kameralna Polskiego Radia Amadeus, Filharmonia Zielonogórska, Filharmonia Sudecka, pod batutą m.in. Jacka Kaspszyka, Gilberta Vargi, Nicolae Moldeveanu, Giancarlo Guerrero, Bassema Akiki, Michała Klauzy, George Tchitchinadze, Tomasa Hanusa, Benjamina Shwartza, Agnieszki Duczmal .
Jako solista i kameralista był uczestnikiem festiwali: Hong Kong Festival of Performing Arts, Tongyeong International Music Festival w Korei Płd., St Barts Music Festival, Warszawska Jesień, Wielkanocny Festiwal Ludwiga van Beethovena, Festiwal Witolda Lutosławskiego "Łańcuch", Wratislavia Cantans, Musica Polonica Nova, Musica Electronica Nova, Klara Festival w Brukseli, Musma Festival, Kneisel Hall Chamber Music Festival w Blue Hill, Hyde Park Jazz Festival w Chicago, Vancouver Jazz Festival, Jazztopad Festival we Wrocławiu i Nowym Jorku, Punkt Festival w Kristiansand.
W latach 2005–2006 był członkiem Amadé Kammerphilharmonie w Akwizgranie. Od 2006 do 2019 był koncertmistrzem NFM Filharmonii Wrocławskiej. W 2006 został również II skrzypkiem założonego przez siebie Lutosławski Quartet. Marcin Markowicz założył również w 2015 roku Akademię Orkiestrową NFM, której był do 2019 dyrektorem artystycznym i jednym z wykładowców. W 2019 został Koncertmistrzem Orkiestry Polskiego Radia w Warszawie. W tym samym roku został skrzypkiem zespołu Jazz Band Młynarski-Masecki.
Jako kameralista współpracuje z takimi artystami, jak: Garrick Ohlsson, Piotr Anderszewski, Kevin Kenner, Jose Gallardo, Bruno Canino, Paul Gulda, Krzysztof Jakowicz, Jakub Jakowicz, Agata Szymczewska, Bartłomiej Nizioł, Szymon Krzeszowiec, Mats Lidström, Tomoko Akasaka, Vladimir Mendelssohn, Andrzej Bauer, Tomasz Strahl, Alexander Gebert, Michel Lethiec, Uri Caine, Mark Feldman, Marcin Masecki, Benoit Delbeque, Arve Henriksen, Kris Davis.
Koncertował w większości krajów Europy, obu Ameryk i Azji, występując w takich salach, jak m.in. Lincoln Center w Nowym Jorku, Konzerthaus Berlin, Auditorio National i Palacio Real w Madrycie, Boulez Saal w Berlinie, Bozar w Brukseli, Kioi Hall (Tokio), Forbidden City Concert Hall (Pekin), Solti Hall w Budapeszcie, Megaron (Ateny), Megaron (Saloniki), Cite de la Musique (Paryż), Nezahulacoyotl Concert Hall w Meksyku, Arvo Pärt Center, Filharmonia Narodowa oraz Studio S1 im. W. Lutosławskiego w Warszawie, sala NOSPR w Katowicach, Narodowe Forum Muzyki.
Nagrywał dla Naxos, CD Accord, DUX, NFM, Odradek oraz dla Polskiego Radia.
Marcinowi Markowiczowi dedykowany jest utwór Jana Duszyńskiego „Loophole” na skrzypce i orkiestrę (2014) oraz Koncert skrzypcowy Pawła Mykietyna (2019)
Jest ambasadorem firmy Jargar Strings.

### Pedagog
Od 2018 jest wykładowcą na Uniwersytecie Muzycznym im. Fryderyka Chopina w Warszawie.
W latach 2009–2010 i 2013–2014 był wykładowcą Akademii Muzycznej w Katowicach. Prowadzi kursy skrzypcowe i kameralne w Polsce, Włoszech, Grecji, Singapurze, Turcji i Korei Południowej. Jest wieloletnim wykładowcą Zakopiańskiej Akademii Sztuki oraz jurorem Ogólnopolskiego Konkursu Skrzypcowego im. Grażyny Bacewicz we Wrocławiu.

### Kompozytor
W 1999 roku otrzymał wyróżnienie w Konkursie Kompozytorskim im. A. Panufnika w Krakowie. Jego utwory były wykonywane na festiwalach w wielu krajach Europy (w takich salach jak m.in. Konzerthaus w Berlinie, Bozar w Brukseli, Narodowe Forum Muzyki we Wrocławiu, NOSPR w Katowicach, Studio S1 w Warszawie) oraz Azji (Pekin, Tokio, Hong Kong, Singapur), a także w USA (m.in. Lincoln Center w Nowym Jorku, Kneisel Hall Festival w Meine) i Brazylii.
Zamówienia kompozytorskie otrzymał między innymi od festiwalu Wratislavia Cantans, Kwartetu Śląskiego, Lutosławski Quartet, Agaty Szymczewskiej, Janusza Wawrowskiego i Georga Tchitchinadze.
Jego kompozycje wykonują m.in.: Patricia Kopatchinskaja, Sol Gabetta, Agata Szymczewska, Krzysztof Jakowicz, Jakub Jakowicz, Alexander Gebert, Szymanowski Quartet, Kwartet Śląski, Lutosławski Quartet, Polish Cello Quartet, Filharmonia Wrocławska, Orkiestra Polskiego Radia w Warszawie, Orkiestra Kameralna Polskiego Radia Amadeus, Neue Lausitzer Philharmonie, Filharmonia Bałtycka, Filharmonia Zielonogórska.
Autor muzyki do spektakli teatralnych; „Legendy Warszawskie”, reż. Wojciech Malajkat, Teatr Capitol, Warszawa, „Pojedynek na Bajki” wg Krasickiego, ryż. Karolina Labahua, Teatr Klasyki Polskiej 2025, „Da capo al fine”, reż. Cezary Kosiński, Festiwal Księżnej Daisy, 2025. 
Napisał też muzykę do filmów: 13 sierpnia '44 M. Bramy, Wrzątek A. Casianova, „The Hero” – reż. Milena Dutkiewicz, „Zakalec” – reż. Katarzyna Markowicz

### Nagrody
W 2014 otrzymał Nagrodę Marszałka Województwa Dolnośląskiego "Wena" za wybitne osiągnięcia w dziedzinie kultury. W 2019 otrzymał Muzyczną Nagrodę Miasta Wrocławia. W 2023 wraz z Lutosławski Quartet otrzymał Fryderyk (nagroda).